# Acacia praetermissa
Acacia praetermissa é uma espécie de leguminosa do gênero Acacia, pertencente à família Fabaceae.